# سنتگات
سنتگات (به مجاری:  Szentegát) یک منطقهٔ مسکونی در مجارستان است که در ناحیه سیگت‌وار واقع شده‌است.